# Панишевщина
Панишевщина — (біл. вёска Панішэўшчына), село (веска) в складі Логойського району розташоване в Мінській області Білорусі, підпорядковане Острошицькій сільській раді.
Село Панишевщина розташоване в центральних районах Білорусі, у північній частині Мінської області - орієнтовне розташування.